# 土工布

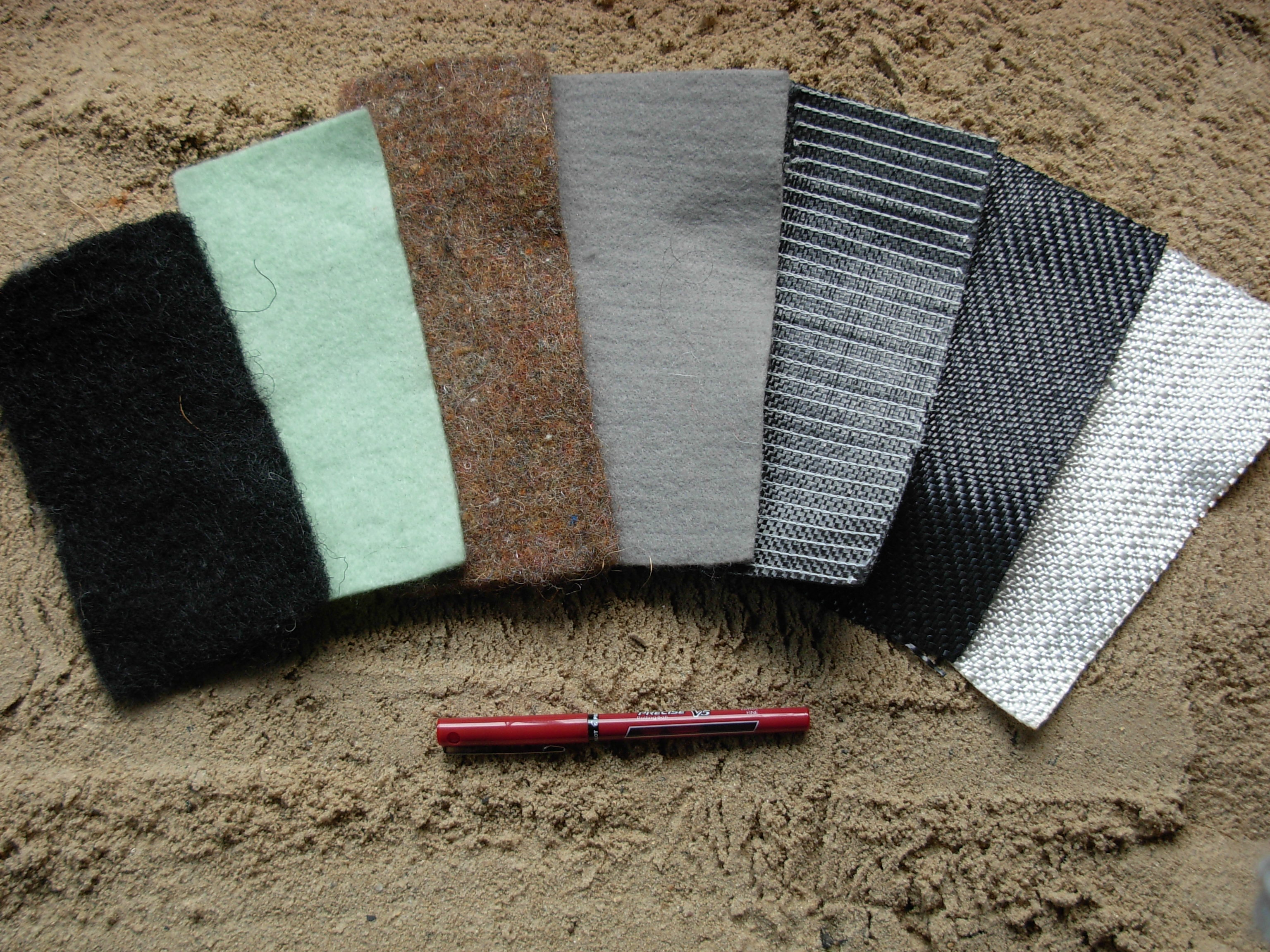
土工布

土工布（英語：Geotextiles）又名地工布、土工纖維，作為是一種多層織物，通常由聚酯纖維、聚丙烯或聚乙烯等材料製成，有兩種基本形式：織造（類似麻布袋）和非織造（類似毛毧）。具有優良的透水性和過濾性，能夠保護土壤和減緩土壤侵蝕，同時還可以增加土壤的穩定性和承載能力。常在公路、鐵路、堤防等工程中，作為加固和防護土壤的屏障，擁有分離、過濾、加強、保護或排水的能力。現今越來越多土工布的衍生物如地格、防滲層、地格、土工布管都可以在地質和環境工程設計中產生益處。

## 差異
土工布和土工膜（英語：Geomembrane）的差異之處在於，土工布著重在透水、加強土壤的穩定性使其不易鬆動、滑動。土工膜則是完全隔離土壤、不易透水，常用於水利工程上。

## 應用

#### 土木工程
土工布及其相關產品有許多應用，目前有許多應用，包括道路、機場、鐵路、堤壩、挖土牆、水庫、運河、水壩、堤防工程、沿海工程和建築工地防沙障。通常將土工布放置在受張力的土壤表面以增強土壤強度。土工布可以用比傳統土壤釘更低的成本提高土壤強度。此外，土工布能在陡峭的斜坡上進行種植，更加固定斜坡。在拆除建築工程中，土工布結合鋼絲圍欄可以控制爆炸碎片。椰繩（椰子纖維）土工布由於其不差的機械強度，被廣受用於防蝕、坡面穩定和生物工程。椰繩土工布的壽命約為 3 至 5 年，取決於布重，廢棄後產品會分解為腐殖質，豐富土壤。

#### 全球暖化
具有反射性的土工布被用於保護正在融化的冰川。在意大利北部，他們使用土工布來覆蓋冰川，以保護它們不被太陽照射。